# Silesis cylindriformis
Silesis cylindriformis là một loài bọ cánh cứng trong họ Elateridae. Loài này được Ôhira & Becker miêu tả khoa học năm 1971.